# Fédération espérantiste du travail
Pour les articles homonymes, voir FET.
La Fédération espérantiste du travail  (FET) est une association dont le but est de propager l'espéranto dans le mouvement ouvrier. Elle tient chaque année le stand espérantiste à la fête de l'Humanité, organisée par le Parti communiste français et édite un journal : le Travailleur espérantiste.

## Histoire
La FET est fondée en 1936 à l'occasion de la fusion de deux associations françaises du mouvement espérantiste ouvrier : la Fédération espérantiste ouvrière, liée à la SAT, et la Fédération espérantiste prolétarienne, liée à l'IPE (Espérantie prolétarienne). Déjà en 1937, elle se refit principalement communiste, après le départ des sympathisants de la SAT qui fondèrent la SAT-Amikaro. Elle se redressa après la Seconde Guerre mondiale ; entre 1946 et 1953, elle eut un représentant dans le comité "neutre" UFE, et resta fidèle à la défense de l'Union soviétique jusqu'en 1991.
Elle agit déjà dans le cadre du mouvement espérantiste pour la paix, et est aujourd'hui de nouveau liée depuis 2002 à Espéranto-France par un contrat de collaboration.